# William Winter
William Winter (15 de julho de 1836, Gloucester, Massachusetts—30 de junho de 1917) foi um poeta, crítico literário e biógrafo estadunidense. Era conhecido como o biógrafo não-oficial do grupo de artistas boêmios que frequentava o Pfaff em Manhattan.

## Biografia
Winter nasceu na costa de Massachusetts, e sua mãe morreu quando ele era ainda jovem. Estudou em Boston em 1857, na Faculdade de Direito de Harvard, mas decidiu não exercer a profissão e posteriormente escolheu a literatura como seu campo de interesse. Em 1854, já havia publicado uma coletânea de versos e trabalhado como crítico para o jornal Boston Transcript; tornou-se amigo do escritor Thomas Bailey Aldrich após revisar um volume de sua poesia.
Mudou-se para Nova York em 1856, porque acreditava que [a cidade] oferecia o melhor campo para escritores. Sua chegada coincidiu com o início do florescimento da Pfaff's, bar que foi ponto de encontro de um grupo de escritores, artistas e intelectuais que tentavam recriar a cultura boêmia do Quartier Latin de Paris. No final de 1859, Winter tornou-se tornou-se crítico literário e editor do Saturday Press. Para o Saturday Press, Winter resenhava apresentações teatrais na coluna "Dramatic Feuilleton", assumida anteriormente por James Fitz O'Brien. 
Winter tornou-se frequentador assíduo da Pfaff's durante esse período, para onde, juntamente com outros boêmios, ia "precisamente para escapar da presença tediosa do público em geral". Foi também lá que conheceu Whitman e outros frequentadores. Ele também escreveu introduções e breves biografias para as edições das obras reunidas de frequentadores assíduos de Pfaff, como Fitz James O'Brien, John Brougham e George Arnold. Segundo a estudiosa Joanna Levin, as memórias de Winter exibem o "design espetacular da autoencenação boêmia". Ele tinha uma paixão particular pelo drama shakespeariano e alguns de seus amigos próximos eram todos  grandes atores shakespearianos de sua época. Winter foi um escritor prolífico tanto na crítica literária e dramática quanto na poesia, alternando essas ocupações com livros sobre viagens pela Inglaterra e breves estudos pessoais de seus amigos. Os Jeffersons, Henry Irving, Mary Anderson, Edwin Booth e outros estavam entre os temas de suas biografias.
Em 1860, Winter casou-se com a romancista Elizabeth Campbell (1841-1922). Juntos tiveram quatro filhos, Percy (1861-1928), Arthur (1872-1886), Louis Victor (1873-1905) e William Jefferson (1878-1929) e uma filha, Viola (1881-1970). William Winter faleceu na cidade de Nova York em 30 de junho de 1917, aos 80 anos, em decorrência de uma angina de peito, condição que causava dor no peito devido à redução do fluxo sanguíneo para o coração.

## Obras
- Henry Irving (1885)
- The Stage Life of Mary Anderson (1886)
- Shakespeare's England (1888)
- Gray Days and Gold (1889)
- Old Shrines and Ivy (1892)
- Shadows of the Stage (1892, 1893, and 1894)
- The Life and art of Edwin Booth (1893)
- The Life and Art of Joseph Jefferson (1894)
- Brown Heath and Blue Bells (1896)
- Ada Rehan (1898)
- Other Days of the Stage (1908)
- Old Friends (1909)
- Poems (1909), edição definitiva do autor
- Life and Art of Richard Mansfield (1910)
- The Wallet of Time (1913)
- Life of Tyrone Power (1913)
- Shakespeare on the Stage (duas séries, 1911-15)
- Vagrant Memories (1915)[6]